# 桜川真由美
桜川 真由美（さくらがわ まゆみ、本名:稲岡真由美、1980年9月19日 - ）は、アーティスト、モデル、女優。オフィス・レディ・エム所属。
岡山県津山市出身。岡山県立津山高等学校卒業。京都女子大学卒業。TVCMむぎ焼酎かのか主演、2003年3月～2006年10月の期間放映される。2003年11月16日ミス京都に輝く。
身長171cm。体重50kg。血液型はA型。趣味はピアノ、映画鑑賞、絵画鑑賞。特技は歌唱、ピアノ。好きな色は緑。

## 出演

### テレビ
- 京都チャンネル
- 芸術に恋して!　（テレビ東京）

### CM
- アサヒビール　かのか

### ショー
- 西陣織会館きもの

### スチル
- 二条丸八
- ウェスティン都ホテル京都
- 小山園

### 雑誌
- 関西ゼクシィ
- 創作市場
- 美しいきもの

## CDシングル
- フラフリ京都
- もみじ